# PDC Home Tour 2020
De PDC Home Tour 2020 was een speciaal dartstoernooi georganiseerd door de PDC in het jaar dat wereldwijd het coronavirus de gehele sportwereld voor lange tijd plat legde. Alle spelers met een PDC Tourkaart in 2020 konden hieraan meedoen. De spelers speelden thuis op hun eigen bord tegen een tegenstander en dat werd live uitgezonden op internet. De eerste groepsfase met 32 groepen van 4 spelers werd gesponsord door Unibet.   De Play-Offs werden gesponsord door Low6.
Luke Woodhouse gooide een 9-darter op 18 april tegen Gerwyn Price.
Nathan Aspinall werd gekroond tot de eerste kampioen van de PDC Home Tour ooit door de Low6 Championship Group te winnen.
Vanaf 31 augustus 2020 kwam er een tweede editie van de home tour, de PDC Home Tour II 2020. Dit keer mochten alleen de laagste spelers op de wereldranglijst met een PDC Tourkaart meedoen.

## Toernooi-opzet
Vanaf 17 april speelden telkens vier darters met een Tourkaart in een groepsfase tegen elkaar. De winnaar van deze groep plaatste zich bij de laatste 32 darters die vanaf 26 mei verder speelden.

Elke wedstrijd werd bepaald door een "best of 9 legs", de winnaar krijgt twee punten. Bij een gelijke stand in wedstrijdpunten werd de winnaar bepaald op basis van het legsaldo. Is dat gelijk dan bepaalt het onderling resultaat de winnaar. Staan er dan nog spelers gelijk, dan bepaalt het 3-dartsgemiddelde de volgorde in de groep.
De 32 groepswinnaars speelden in 8 groepen de Low6 Home Tour Play-Offs van 26 mei tot 2 juni, "best of 11 legs". De acht nummers één speelden in 2 groepen op 3 en 4 juni. De nummers 1 en 2 daarvan plaatsten zich voor de Championship Groep. Zij speelden op 5 juni ook 1 keer tegen elkaar om de winnaar te bepalen.

## Unibet Home Tour

### Groep 1 - 17 april
| Speler          | Gem.    | Score | Gem.    | Speler          |
| --------------- | ------- | ----- | ------- | --------------- |
| Peter Wright    | (93.11) | 5 – 4 | (89.28) | Peter Jacques   |
| Jamie Lewis     | (95.09) | 3 – 5 | (96.23) | Niels Zonneveld |
| Peter Jacques   | (94.67) | 5 – 2 | (90.70) | Niels Zonneveld |
| Peter Wright    | (81.45) | 1 – 5 | (99.74) | Jamie Lewis     |
| Jamie Lewis     | (79.83) | 5 – 4 | (84.48) | Peter Jacques   |
| Niels Zonneveld | (78.14) | 1 – 5 | (77.63) | Peter Wright    |

| Pos. | Speler          | Wedstrijden | Wedstrijden | Wedstrijden | Legs | Legs | Legs  | Legs    | Punten |
| ---- | --------------- | ----------- | ----------- | ----------- | ---- | ---- | ----- | ------- | ------ |
| Pos. | Speler          | G           | W           | V           | LV   | LT   | Saldo | Gem.    | Punten |
| 1    | Jamie Lewis     | 3           | 2           | 1           | 13   | 10   | +3    | (89.60) | 4      |
| 2    | Peter Wright    | 3           | 2           | 1           | 11   | 10   | +1    | (84.83) | 4      |
| 3    | Peter Jacques   | 3           | 1           | 2           | 13   | 12   | +1    | (88.65) | 2      |
| 4    | Niels Zonneveld | 3           | 1           | 2           | 8    | 13   | -5    | (88.43) | 2      |

### Groep 2 - 18 april
| Speler               | Gem.    | Score | Gem.     | Speler               |
| -------------------- | ------- | ----- | -------- | -------------------- |
| Gerwyn Price         | (97.00) | 5 – 2 | (84.20)  | Rowby-John Rodriguez |
| Luke Woodhouse       | (89.46) | 5 – 2 | (80.30)  | Ted Evetts           |
| Rowby-John Rodriguez | (86.93) | 3 – 5 | (82.58)  | Ted Evetts           |
| Gerwyn Price         | (95.05) | 0 – 5 | (113.86) | Luke Woodhouse       |
| Luke Woodhouse       | (90.56) | 5 – 2 | (89.60)  | Rowby-John Rodriguez |
| Ted Evetts           | (92.24) | 2 – 5 | (102.12) | Gerwyn Price         |

| Pos. | Speler               | Wedstrijden | Wedstrijden | Wedstrijden | Legs | Legs | Legs  | Legs    | Punten |
| ---- | -------------------- | ----------- | ----------- | ----------- | ---- | ---- | ----- | ------- | ------ |
| Pos. | Speler               | G           | W           | V           | LV   | LT   | Saldo | Gem.    | Punten |
| 1    | Luke Woodhouse       | 3           | 3           | 0           | 15   | 4    | +11   | (95.44) | 6      |
| 2    | Gerwyn Price         | 3           | 2           | 1           | 10   | 9    | +1    | (98.41) | 4      |
| 3    | Ted Evetts           | 3           | 1           | 2           | 9    | 13   | -4    | (84.52) | 2      |
| 4    | Rowby-John Rodriguez | 3           | 0           | 3           | 7    | 15   | -8    | (86.90) | 0      |

### Groep 3 - 19 april
| Speler           | Gem.     | Score | Gem.    | Speler           |
| ---------------- | -------- | ----- | ------- | ---------------- |
| Dave Chisnall    | (100.76) | 5 – 2 | (95.91) | Scott Waites     |
| Jan Dekker       | (80.36)  | 4 – 5 | (86.11) | Jonathan Worsley |
| Scott Waites     | (96.84)  | 5 – 1 | (83.56) | Jonathan Worsley |
| Dave Chisnall    | (98.88)  | 5 – 0 | (91.04) | Jan Dekker       |
| Jan Dekker       | (77.16)  | 1 – 5 | (87.06) | Scott Waites     |
| Jonathan Worsley | (74.25)  | 1 – 5 | (74.65) | Dave Chisnall    |

| Pos. | Speler           | Wedstrijden | Wedstrijden | Wedstrijden | Legs | Legs | Legs  | Legs    | Punten |
| ---- | ---------------- | ----------- | ----------- | ----------- | ---- | ---- | ----- | ------- | ------ |
| Pos. | Speler           | G           | W           | V           | LV   | LT   | Saldo | Gem.    | Punten |
| 1    | Dave Chisnall    | 3           | 3           | 0           | 15   | 3    | +12   | (90.87) | 6      |
| 2    | Scott Waites     | 3           | 2           | 1           | 12   | 7    | +5    | (93.13) | 4      |
| 3    | Jonathan Worsley | 3           | 1           | 2           | 7    | 14   | -7    | (81.75) | 2      |
| 4    | Jan Dekker       | 3           | 0           | 3           | 5    | 15   | -10   | (82.05) | 0      |

### Groep 4 - 20 april
| Speler         | Gem.    | Score | Gem.     | Speler         |
| -------------- | ------- | ----- | -------- | -------------- |
| Ross Smith     | (99.67) | 5 – 1 | (86.63)  | Lisa Ashton    |
| Mickey Mansell | (99.09) | 4 – 5 | (100.17) | Geert Nentjes  |
| Lisa Ashton    | (80.13) | 3 – 5 | (95.40)  | Geert Nentjes  |
| Ross Smith     | (87.33) | 3 – 5 | (86.91)  | Mickey Mansell |
| Mickey Mansell | (88.51) | 3 – 5 | (91.28)  | Lisa Ashton    |
| Geert Nentjes  | (95.15) | 5 – 3 | (86.23)  | Ross Smith     |

| Pos. | Speler         | Wedstrijden | Wedstrijden | Wedstrijden | Legs | Legs | Legs  | Legs    | Punten |
| ---- | -------------- | ----------- | ----------- | ----------- | ---- | ---- | ----- | ------- | ------ |
| Pos. | Speler         | G           | W           | V           | LV   | LT   | Saldo | Gem.    | Punten |
| 1    | Geert Nentjes  | 3           | 3           | 0           | 15   | 10   | +5    | (96.91) | 6      |
| 2    | Ross Smith     | 3           | 1           | 2           | 11   | 11   | 0     | (91.08) | 2      |
| 3    | Mickey Mansell | 3           | 1           | 2           | 12   | 13   | -1    | (91.50) | 2      |
| 4    | Lisa Ashton    | 3           | 1           | 2           | 9    | 13   | -4    | (86.01) | 2      |

### Groep 5 - 21 april
| Speler         | Gem.    | Score | Gem.    | Speler         |
| -------------- | ------- | ----- | ------- | -------------- |
| Luke Humphries | (92.66) | 3 – 5 | (90.82) | Nick Kenny     |
| Devon Petersen | (75.00) | 1 – 5 | (82.39) | Joe Murnan     |
| Nick Kenny     | (81.62) | 5 – 2 | (76.62) | Joe Murnan     |
| Luke Humphries | (86.38) | 5 – 4 | (84.78) | Devon Petersen |
| Devon Petersen | (80.28) | 3 – 5 | (81.76) | Nick Kenny     |
| Joe Murnan     | (87.74) | 3 – 5 | (90.50) | Luke Humphries |

| Pos. | Speler         | Wedstrijden | Wedstrijden | Wedstrijden | Legs | Legs | Legs  | Legs    | Punten |
| ---- | -------------- | ----------- | ----------- | ----------- | ---- | ---- | ----- | ------- | ------ |
| Pos. | Speler         | G           | W           | V           | LV   | LT   | Saldo | Gem.    | Punten |
| 1    | Nick Kenny     | 3           | 3           | 0           | 15   | 8    | +7    | (84.73) | 6      |
| 2    | Luke Humphries | 3           | 2           | 1           | 13   | 12   | +1    | (89.88) | 4      |
| 3    | Joe Murnan     | 3           | 1           | 2           | 10   | 11   | -1    | (82.25) | 2      |
| 4    | Devon Petersen | 3           | 0           | 3           | 8    | 15   | -7    | (80.02) | 0      |

### Groep 6 - 22 april
| Speler       | Gem.     | Score | Gem.     | Speler       |
| ------------ | -------- | ----- | -------- | ------------ |
| James Wade   | (93.94)  | 5 – 2 | (87.03)  | Adrian Gray  |
| Ryan Searle  | (96.49)  | 5 – 1 | (95.97)  | Andy Boulton |
| Adrian Gray  | (90.84)  | 2 – 5 | (100.92) | Andy Boulton |
| James Wade   | (93.19)  | 3 – 5 | (100.64) | Ryan Searle  |
| Ryan Searle  | (103.26) | 5 – 2 | (89.68)  | Adrian Gray  |
| Andy Boulton | (88.41)  | 5 – 0 | (80.73)  | James Wade   |

| Pos. | Speler       | Wedstrijden | Wedstrijden | Wedstrijden | Legs | Legs | Legs  | Legs     | Punten |
| ---- | ------------ | ----------- | ----------- | ----------- | ---- | ---- | ----- | -------- | ------ |
| Pos. | Speler       | G           | W           | V           | LV   | LT   | Saldo | Gem.     | Punten |
| 1    | Ryan Searle  | 3           | 3           | 0           | 15   | 6    | +9    | (100.13) | 6      |
| 2    | Andy Boulton | 3           | 2           | 1           | 11   | 7    | +4    | (95.10)  | 4      |
| 3    | James Wade   | 3           | 1           | 2           | 8    | 12   | -4    | (89.29)  | 2      |
| 4    | Adrian Gray  | 3           | 0           | 3           | 6    | 15   | -9    | (89.18)  | 0      |

### Groep 7 - 23 april
| Speler          | Gem.    | Score | Gem.    | Speler          |
| --------------- | ------- | ----- | ------- | --------------- |
| Gabriel Clemens | (93.82) | 5 – 3 | (90.07) | Ryan Meikle     |
| Jelle Klaasen   | (85.36) | 5 – 2 | (85.05) | Gavin Carlin    |
| Ryan Meikle     | (86.97) | 5 – 1 | (86.85) | Gavin Carlin    |
| Gabriel Clemens | (96.21) | 3 – 5 | (93.03) | Jelle Klaasen   |
| Jelle Klaasen   | (92.67) | 4 – 5 | (94.57) | Ryan Meikle     |
| Gavin Carlin    | (89.77) | 5 – 4 | (87.39) | Gabriel Clemens |

| Pos. | Speler          | Wedstrijden | Wedstrijden | Wedstrijden | Legs | Legs | Legs  | Legs    | Punten |
| ---- | --------------- | ----------- | ----------- | ----------- | ---- | ---- | ----- | ------- | ------ |
| Pos. | Speler          | G           | W           | V           | LV   | LT   | Saldo | Gem.    | Punten |
| 1    | Jelle Klaasen   | 3           | 2           | 1           | 14   | 9    | +4    | (90.43) | 4      |
| 2    | Ryan Meikle     | 3           | 2           | 1           | 13   | 10   | +3    | (90.82) | 4      |
| 3    | Gabriel Clemens | 3           | 1           | 2           | 12   | 13   | -1    | (92.21) | 2      |
| 4    | Gavin Carlin    | 3           | 1           | 2           | 8    | 14   | -6    | (87.43) | 2      |

### Groep 8 - 24 april
| Speler        | Gem.    | Score | Gem.    | Speler        |
| ------------- | ------- | ----- | ------- | ------------- |
| Jonny Clayton | (95.97) | 5 – 2 | (90.24) | Adam Hunt     |
| Richard North | (90.76) | 2 – 5 | (94.29) | David Pallett |
| Adam Hunt     | (85.38) | 5 – 3 | (81.00) | David Pallett |
| Jonny Clayton | (90.52) | 5 – 3 | (87.64) | Richard North |
| Richard North | (82.80) | 1 – 5 | (88.77) | Adam Hunt     |
| David Pallett | (77.67) | 2 – 5 | (92.81) | Jonny Clayton |

| Pos. | Speler        | Wedstrijden | Wedstrijden | Wedstrijden | Legs | Legs | Legs  | Legs    | Punten |
| ---- | ------------- | ----------- | ----------- | ----------- | ---- | ---- | ----- | ------- | ------ |
| Pos. | Speler        | G           | W           | V           | LV   | LT   | Saldo | Gem.    | Punten |
| 1    | Jonny Clayton | 3           | 3           | 0           | 15   | 7    | +8    | (92.93) | 6      |
| 2    | Adam Hunt     | 3           | 2           | 1           | 12   | 9    | +3    | (87.80) | 4      |
| 3    | David Pallett | 3           | 1           | 2           | 10   | 12   | -2    | (83.97) | 2      |
| 4    | Richard North | 3           | 0           | 3           | 6    | 15   | -9    | (87.32) | 0      |

### Groep 9 - 25 april
| Speler             | Gem.    | Score | Gem.    | Speler             |
| ------------------ | ------- | ----- | ------- | ------------------ |
| Michael Smith      | (98.38) | 3 – 5 | (97.71) | Martijn Kleermaker |
| Harry Ward         | (84.93) | 3 – 5 | (83.29) | Matt Clark         |
| Michael Smith      | (98.03) | 5 – 3 | (82.94) | Harry Ward         |
| Martijn Kleermaker | (81.13) | 3 – 5 | (83.65) | Matt Clark         |
| Harry Ward         | (87.45) | 2 – 5 | (95.11) | Martijn Kleermaker |
| Matt Clark         | (87.66) | 3 – 5 | (96.15) | Michael Smith      |

| Pos. | Speler             | Wedstrijden | Wedstrijden | Wedstrijden | Legs | Legs | Legs  | Legs    | Punten |
| ---- | ------------------ | ----------- | ----------- | ----------- | ---- | ---- | ----- | ------- | ------ |
| Pos. | Speler             | G           | W           | V           | LV   | LT   | Saldo | Gem.    | Punten |
| 1    | Martijn Kleermaker | 3           | 2           | 1           | 13   | 10   | +3    | (90.69) | 4      |
| 2    | Michael Smith      | 3           | 2           | 1           | 13   | 11   | +2    | (97.50) | 4      |
| 3    | Matt Clark         | 3           | 2           | 1           | 13   | 11   | +2    | (84.74) | 4      |
| 4    | Harry Ward         | 3           | 0           | 3           | 8    | 15   | -7    | (85.01) | 0      |

### Groep 10 - 26 april
| Speler          | Gem.    | Score | Gem.    | Speler          |
| --------------- | ------- | ----- | ------- | --------------- |
| Nathan Aspinall | (91.39) | 5 – 2 | (85.78) | Steve Brown     |
| Ryan Joyce      | (86.56) | 5 – 2 | (81.88) | Simon Stevenson |
| Steve Brown     | (89.58) | 5 – 1 | (73.14) | Simon Stevenson |
| Nathan Aspinall | (98.45) | 5 – 2 | (90.27) | Ryan Joyce      |
| Ryan Joyce      | (85.67) | 3 – 5 | (86.44) | Steve Brown     |
| Simon Stevenson | (65.88) | 1 – 5 | (85.56) | Nathan Aspinall |

| Pos. | Speler          | Wedstrijden | Wedstrijden | Wedstrijden | Legs | Legs | Legs  | Legs    | Punten |
| ---- | --------------- | ----------- | ----------- | ----------- | ---- | ---- | ----- | ------- | ------ |
| Pos. | Speler          | G           | W           | V           | LV   | LT   | Saldo | Gem.    | Punten |
| 1    | Nathan Aspinall | 3           | 3           | 0           | 15   | 5    | +10   | (91.79) | 6      |
| 2    | Steve Brown     | 3           | 2           | 1           | 12   | 9    | +3    | (87.17) | 4      |
| 3    | Ryan Joyce      | 3           | 1           | 2           | 10   | 12   | -2    | (87.30) | 2      |
| 4    | Simon Stevenson | 3           | 0           | 3           | 4    | 15   | -11   | (73.88) | 0      |

### Groep 11 - 27 april
| Speler              | Gem.     | Score | Gem.    | Speler              |
| ------------------- | -------- | ----- | ------- | ------------------- |
| Simon Whitlock      | (96.78)  | 3 – 5 | (97.05) | Mike van Duivenbode |
| Kirk Shepherd       | (100.45) | 5 – 1 | (82.95) | Alan Tabern         |
| Mike van Duivenbode | (89.09)  | 2 – 5 | (97.60) | Alan Tabern         |
| Simon Whitlock      | (89.89)  | 5 – 4 | (90.04) | Kirk Shepherd       |
| Kirk Shepherd       | (90.77)  | 4 – 5 | (94.79) | Mike van Duivenbode |
| Alan Tabern         | (87.17)  | 5 – 4 | (92.64) | Simon Whitlock      |

| Pos. | Speler              | Wedstrijden | Wedstrijden | Wedstrijden | Legs | Legs | Legs  | Legs    | Punten |
| ---- | ------------------- | ----------- | ----------- | ----------- | ---- | ---- | ----- | ------- | ------ |
| Pos. | Speler              | G           | W           | V           | LV   | LT   | Saldo | Gem.    | Punten |
| 1    | Alan Tabern         | 3           | 2           | 1           | 11   | 11   | 0     | (89.43) | 4      |
| 2    | Mike van Duivenbode | 3           | 2           | 1           | 12   | 12   | 0     | (93.82) | 4      |
| 3    | Kirk Shepherd       | 3           | 1           | 2           | 13   | 11   | +2    | (92.87) | 2      |
| 4    | Simon Whitlock      | 3           | 1           | 2           | 12   | 14   | -2    | (92.89) | 2      |

### Groep 12 - 28 april
| Speler          | Gem.    | Score | Gem.    | Speler          |
| --------------- | ------- | ----- | ------- | --------------- |
| Max Hopp        | (89.80) | 3 – 5 | (94.61) | Mike De Decker  |
| Mike De Decker  | (87.53) | 2 – 5 | (87.58) | Conan Whitehead |
| Conan Whitehead | (81.32) | 3 – 5 | (81.86) | Max Hopp        |
| Mike De Decker  | (85.98) | 3 – 5 | (90.35) | Max Hopp        |
| Max Hopp        | (81.95) | 5 – 2 | (83.63) | Conan Whitehead |
| Conan Whitehead | (77.60) | 1 – 5 | (89.33) | Mike De Decker  |

| Pos. | Speler          | Wedstrijden | Wedstrijden | Wedstrijden | Legs | Legs | Legs  | Legs    | Punten |
| ---- | --------------- | ----------- | ----------- | ----------- | ---- | ---- | ----- | ------- | ------ |
| Pos. | Speler          | G           | W           | V           | LV   | LT   | Saldo | Gem.    | Punten |
| 1    | Max Hopp        | 4           | 3           | 1           | 18   | 13   | +5    | (85.79) | 6      |
| 2    | Mike De Decker  | 4           | 2           | 2           | 15   | 14   | +1    | (89.38) | 4      |
| 3    | Conan Whitehead | 4           | 1           | 3           | 11   | 17   | -6    | (82.64) | 2      |
| 4    | Keegan Brown    | 0           | 0           | 0           | 0    | 0    | +0    | (--)    | 0      |

### Groep 13 - 29 april
| Speler         | Gem.    | Score | Gem.     | Speler         |
| -------------- | ------- | ----- | -------- | -------------- |
| Steve Beaton   | (82.68) | 5 – 1 | (71.63)  | Callan Rydz    |
| Matthew Edgar  | (90.72) | 0 – 5 | (101.55) | Carl Wilkinson |
| Callan Rydz    | (88.32) | 3 – 5 | (96.12)  | Carl Wilkinson |
| Steve Beaton   | (88.13) | 1 – 5 | (92.37)  | Matthew Edgar  |
| Matthew Edgar  | (87.95) | 2 – 5 | (94.71)  | Callan Rydz    |
| Carl Wilkinson | (88.37) | 5 – 2 | (87.88)  | Steve Beaton   |

| Pos. | Speler         | Wedstrijden | Wedstrijden | Wedstrijden | Legs | Legs | Legs  | Legs    | Punten |
| ---- | -------------- | ----------- | ----------- | ----------- | ---- | ---- | ----- | ------- | ------ |
| Pos. | Speler         | G           | W           | V           | LV   | LT   | Saldo | Gem.    | Punten |
| 1    | Carl Wilkinson | 3           | 3           | 0           | 15   | 5    | +10   | (94.61) | 6      |
| 2    | Steve Beaton   | 3           | 1           | 2           | 8    | 11   | -3    | (86.11) | 2      |
| 3    | Callan Rydz    | 3           | 1           | 2           | 9    | 12   | -3    | (85.16) | 2      |
| 4    | Matthew Edgar  | 3           | 1           | 2           | 7    | 11   | -4    | (90.22) | 2      |

### Groep 14 - 30 april
| Speler         | Gem.     | Score | Gem.     | Speler         |
| -------------- | -------- | ----- | -------- | -------------- |
| Chris Dobey    | (93.71)  | 5 – 2 | (89.51)  | Ciarán Teehan  |
| Ron Meulenkamp | (93.60)  | 5 – 4 | (91.23)  | Kai Fan Leung  |
| Ciarán Teehan  | (91.41)  | 5 – 1 | (85.04)  | Kai Fan Leung  |
| Chris Dobey    | (97.09)  | 5 – 1 | (89.35)  | Ron Meulenkamp |
| Ron Meulenkamp | (100.93) | 5 – 1 | (88.07)  | Ciarán Teehan  |
| Kai Fan Leung  | (96.97)  | 5 – 4 | (101.65) | Chris Dobey    |

| Pos. | Speler         | Wedstrijden | Wedstrijden | Wedstrijden | Legs | Legs | Legs  | Legs    | Punten |
| ---- | -------------- | ----------- | ----------- | ----------- | ---- | ---- | ----- | ------- | ------ |
| Pos. | Speler         | G           | W           | V           | LV   | LT   | Saldo | Gem.    | Punten |
| 1    | Chris Dobey    | 3           | 2           | 1           | 14   | 8    | +6    | (97.80) | 4      |
| 2    | Ron Meulenkamp | 3           | 2           | 1           | 11   | 10   | +1    | (94.54) | 4      |
| 3    | Ciarán Teehan  | 3           | 1           | 2           | 8    | 11   | -3    | (89.74) | 2      |
| 4    | Kai Fan Leung  | 3           | 1           | 2           | 10   | 14   | -4    | (91.62) | 2      |

### Groep 15 - 1 mei
| Speler         | Gem.    | Score | Gem.    | Speler         |
| -------------- | ------- | ----- | ------- | -------------- |
| Darren Webster | (82.40) | 5 – 4 | (80.30) | Bradley Brooks |
| Scott Baker    | (88.85) | 5 – 4 | (86.85) | Andy Hamilton  |
| Bradley Brooks | (93.80) | 3 – 5 | (92.59) | Andy Hamilton  |
| Darren Webster | (90.54) | 5 – 2 | (90.20) | Scott Baker    |
| Scott Baker    | (93.46) | 1 – 5 | (90.03) | Bradley Brooks |
| Andy Hamilton  | (89.22) | 3 – 5 | (94.51) | Darren Webster |

| Pos. | Speler         | Wedstrijden | Wedstrijden | Wedstrijden | Legs | Legs | Legs  | Legs    | Punten |
| ---- | -------------- | ----------- | ----------- | ----------- | ---- | ---- | ----- | ------- | ------ |
| Pos. | Speler         | G           | W           | V           | LV   | LT   | Saldo | Gem.    | Punten |
| 1    | Darren Webster | 3           | 3           | 0           | 15   | 9    | +6    | (88.43) | 6      |
| 2    | Bradley Brooks | 3           | 1           | 2           | 12   | 11   | +1    | (87.02) | 2      |
| 3    | Andy Hamilton  | 3           | 1           | 2           | 12   | 13   | -1    | (89.28) | 2      |
| 4    | Scott Baker    | 3           | 1           | 2           | 8    | 14   | -6    | (90.50) | 2      |

### Groep 16 - 2 mei
| Speler          | Gem.    | Score | Gem.    | Speler          |
| --------------- | ------- | ----- | ------- | --------------- |
| Ricky Evans     | (90.40) | 2 – 5 | (90.57) | Martin Atkins   |
| Christian Bunse | (85.29) | 1 – 5 | (94.80) | Jeff Smith      |
| Martin Atkins   | (89.53) | 5 – 4 | (91.40) | Jeff Smith      |
| Ricky Evans     | (92.26) | 5 – 3 | (75.77) | Christian Bunse |
| Christian Bunse | (88.69) | 5 – 2 | (94.40) | Martin Atkins   |
| Jeff Smith      | (85.85) | 5 – 4 | (91.01) | Ricky Evans     |

| Pos. | Speler          | Wedstrijden | Wedstrijden | Wedstrijden | Legs | Legs | Legs  | Legs    | Punten |
| ---- | --------------- | ----------- | ----------- | ----------- | ---- | ---- | ----- | ------- | ------ |
| Pos. | Speler          | G           | W           | V           | LV   | LT   | Saldo | Gem.    | Punten |
| 1    | Jeff Smith      | 3           | 2           | 1           | 14   | 10   | +4    | (90.11) | 4      |
| 2    | Martin Atkins   | 3           | 2           | 1           | 12   | 11   | +1    | (91.31) | 4      |
| 3    | Ricky Evans     | 3           | 1           | 2           | 11   | 13   | -2    | (91.24) | 2      |
| 4    | Christian Bunse | 3           | 1           | 2           | 9    | 12   | -3    | (82.79) | 2      |

### Groep 17 - 3 mei
| Speler          | Gem.    | Score | Gem.    | Speler          |
| --------------- | ------- | ----- | ------- | --------------- |
| John Henderson  | (87.46) | 5 – 4 | (80.58) | Krzysztof Kciuk |
| Damon Heta      | (96.35) | 5 – 0 | (74.96) | Gary Blades     |
| Krzysztof Kciuk | (80.19) | 5 – 3 | (79.54) | Gary Blades     |
| John Henderson  | (88.05) | 3 – 5 | (84.23) | Damon Heta      |
| Damon Heta      | (81.50) | 3 – 5 | (89.32) | Krzysztof Kciuk |
| Gary Blades     | (77.61) | 1 – 5 | (87.50) | John Henderson  |

| Pos. | Speler          | Wedstrijden | Wedstrijden | Wedstrijden | Legs | Legs | Legs  | Legs    | Punten |
| ---- | --------------- | ----------- | ----------- | ----------- | ---- | ---- | ----- | ------- | ------ |
| Pos. | Speler          | G           | W           | V           | LV   | LT   | Saldo | Gem.    | Punten |
| 1    | Damon Heta      | 3           | 2           | 1           | 13   | 8    | +5    | (85.95) | 4      |
| 2    | John Henderson  | 3           | 2           | 1           | 13   | 10   | +3    | (87.67) | 4      |
| 3    | Krzysztof Kciuk | 3           | 2           | 1           | 14   | 11   | +3    | (83.20) | 4      |
| 4    | Gary Blades     | 3           | 0           | 3           | 4    | 15   | -11   | (77.86) | 0      |

### Groep 18 - 4 mei
| Speler           | Gem.     | Score | Gem.    | Speler           |
| ---------------- | -------- | ----- | ------- | ---------------- |
| Stephen Bunting  | (100.72) | 5 – 4 | (91.14) | Harald Leitinger |
| Kim Huybrechts   | (87.84)  | 5 – 2 | (79.04) | Nathan Derry     |
| Harald Leitinger | (91.65)  | 5 – 0 | (81.52) | Nathan Derry     |
| Stephen Bunting  | (98.17)  | 5 – 1 | (89.55) | Kim Huybrechts   |
| Kim Huybrechts   | (101.79) | 5 – 1 | (96.66) | Harald Leitinger |
| Nathan Derry     | (70.21)  | 1 – 5 | (91.36) | Stephen Bunting  |

| Pos. | Speler           | Wedstrijden | Wedstrijden | Wedstrijden | Legs | Legs | Legs  | Legs    | Punten |
| ---- | ---------------- | ----------- | ----------- | ----------- | ---- | ---- | ----- | ------- | ------ |
| Pos. | Speler           | G           | W           | V           | LV   | LT   | Saldo | Gem.    | Punten |
| 1    | Stephen Bunting  | 3           | 3           | 0           | 15   | 6    | +9    | (97.06) | 6      |
| 2    | Kim Huybrechts   | 3           | 2           | 1           | 11   | 9    | +3    | (92.45) | 4      |
| 3    | Harald Leitinger | 3           | 1           | 2           | 10   | 10   | 0     | (92.02) | 2      |
| 4    | Nathan Derry     | 3           | 0           | 3           | 3    | 15   | -12   | (76.66) | 0      |

### Groep 19 - 5 mei
| Speler               | Gem.     | Score | Gem.     | Speler               |
| -------------------- | -------- | ----- | -------- | -------------------- |
| Glen Durrant         | (101.79) | 5 – 1 | (85.93)  | Vincent van der Meer |
| Justin Pipe          | (91.05)  | 5 – 1 | (87.50)  | Maik Kuivenhoven     |
| Vincent van der Meer | (82.29)  | 1 – 5 | (87.84)  | Maik Kuivenhoven     |
| Glen Durrant         | (98.22)  | 5 – 3 | (96.23)  | Justin Pipe          |
| Justin Pipe          | (85.18)  | 5 – 2 | (76.91)  | Vincent van der Meer |
| Maik Kuivenhoven     | (96.13)  | 3 – 5 | (100.13) | Glen Durrant         |

| Pos. | Speler               | Wedstrijden | Wedstrijden | Wedstrijden | Legs | Legs | Legs  | Legs    | Punten |
| ---- | -------------------- | ----------- | ----------- | ----------- | ---- | ---- | ----- | ------- | ------ |
| Pos. | Speler               | G           | W           | V           | LV   | LT   | Saldo | Gem.    | Punten |
| 1    | Glen Durrant         | 3           | 3           | 0           | 15   | 7    | +8    | (99.85) | 6      |
| 2    | Justin Pipe          | 3           | 2           | 1           | 13   | 8    | +5    | (90.80) | 4      |
| 3    | Maik Kuivenhoven     | 3           | 1           | 2           | 9    | 11   | -2    | (90.83) | 2      |
| 4    | Vincent van der Meer | 3           | 0           | 3           | 4    | 15   | -11   | (81.27) | 0      |

### Groep 20 - 6 mei
| Speler             | Gem.    | Score | Gem.    | Speler             |
| ------------------ | ------- | ----- | ------- | ------------------ |
| Joe Cullen         | (89.98) | 5 – 4 | (86.37) | Ryan Murray        |
| Jermaine Wattimena | (91.97) | 2 – 5 | (95.18) | John Michael       |
| Ryan Murray        | (88.59) | 5 – 3 | (87.46) | John Michael       |
| Joe Cullen         | (89.52) | 4 – 5 | (86.61) | Jermaine Wattimena |
| Jermaine Wattimena | (86.63) | 1 – 5 | (95.93) | Ryan Murray        |
| John Michael       | (91.29) | 3 – 5 | (96.88) | Joe Cullen         |

| Pos. | Speler             | Wedstrijden | Wedstrijden | Wedstrijden | Legs | Legs | Legs  | Legs    | Punten |
| ---- | ------------------ | ----------- | ----------- | ----------- | ---- | ---- | ----- | ------- | ------ |
| Pos. | Speler             | G           | W           | V           | LV   | LT   | Saldo | Gem.    | Punten |
| 1    | Ryan Murray        | 3           | 2           | 1           | 14   | 9    | +5    | (89.61) | 4      |
| 2    | Joe Cullen         | 3           | 2           | 1           | 14   | 12   | +2    | (91.89) | 4      |
| 3    | John Michael       | 3           | 1           | 2           | 11   | 12   | -1    | (91.12) | 2      |
| 4    | Jermaine Wattimena | 3           | 1           | 2           | 8    | 14   | -6    | (88.31) | 2      |

### Groep 21 - 7 mei
| Speler                | Gem.    | Score | Gem.     | Speler                |
| --------------------- | ------- | ----- | -------- | --------------------- |
| Rob Cross             | (79.29) | 5 – 2 | (77.41)  | William Borland       |
| Dimitri Van den Bergh | (97.70) | 5 – 1 | (85.72)  | Karel Sedláček        |
| William Borland       | (82.54) | 0 – 5 | (93.94)  | Karel Sedláček        |
| Rob Cross             | (81.42) | 5 – 4 | (91.17)  | Dimitri Van den Bergh |
| Dimitri Van den Bergh | (98.86) | 3 – 5 | (103.80) | William Borland       |
| Karel Sedláček        | (85.00) | 4 – 5 | (85.17)  | Rob Cross             |

| Pos. | Speler                | Wedstrijden | Wedstrijden | Wedstrijden | Legs | Legs | Legs  | Legs    | Punten |
| ---- | --------------------- | ----------- | ----------- | ----------- | ---- | ---- | ----- | ------- | ------ |
| Pos. | Speler                | G           | W           | V           | LV   | LT   | Saldo | Gem.    | Punten |
| 1    | Rob Cross             | 3           | 3           | 0           | 15   | 10   | +5    | (82.08) | 6      |
| 2    | Dimitri Van den Bergh | 3           | 1           | 2           | 12   | 11   | +1    | (95.32) | 2      |
| 3    | Karel Sedláček        | 3           | 1           | 2           | 10   | 10   | 0     | (87.47) | 2      |
| 4    | William Borland       | 3           | 1           | 2           | 7    | 13   | -6    | (88.03) | 2      |

### Groep 22 - 8 mei
| Speler        | Gem.    | Score | Gem.    | Speler        |
| ------------- | ------- | ----- | ------- | ------------- |
| Ian White     | (87.11) | 3 – 5 | (83.18) | Jesús Noguera |
| Danny Noppert | (91.53) | 5 – 4 | (92.98) | James Wilson  |
| Jesús Noguera | (84.93) | 5 – 2 | (79.87) | James Wilson  |
| Ian White     | (81.21) | 5 – 2 | (79.78) | Danny Noppert |
| Danny Noppert | (83.36) | 5 – 2 | (78.25) | Jesús Noguera |
| James Wilson  | (84.99) | 5 – 4 | (89.03) | Ian White     |

| Pos. | Speler        | Wedstrijden | Wedstrijden | Wedstrijden | Legs | Legs | Legs  | Legs    | Punten |
| ---- | ------------- | ----------- | ----------- | ----------- | ---- | ---- | ----- | ------- | ------ |
| Pos. | Speler        | G           | W           | V           | LV   | LT   | Saldo | Gem.    | Punten |
| 1    | Jesús Noguera | 3           | 2           | 1           | 12   | 10   | +2    | (82.16) | 4      |
| 2    | Danny Noppert | 3           | 2           | 1           | 12   | 11   | +1    | (85.15) | 4      |
| 3    | Ian White     | 3           | 1           | 2           | 12   | 12   | 0     | (85.91) | 2      |
| 4    | James Wilson  | 3           | 1           | 2           | 11   | 14   | -3    | (86.18) | 2      |

### Groep 23 - 9 mei
| Speler               | Gem.    | Score | Gem.     | Speler               |
| -------------------- | ------- | ----- | -------- | -------------------- |
| Kyle Anderson        | (80.23) | 2 – 5 | (83.04)  | Daniel Larsson       |
| Martin Schindler     | (80.90) | 1 – 5 | (93.92)  | Dirk van Duijvenbode |
| Daniel Larsson       | (84.05) | 5 – 2 | (89.42)  | Dirk van Duijvenbode |
| Kyle Anderson        | (71.68) | 0 – 5 | (89.46)  | Martin Schindler     |
| Martin Schindler     | (87.08) | 0 – 5 | (100.20) | Daniel Larsson       |
| Dirk van Duijvenbode | (78.00) | 3 – 5 | (76.78)  | Kyle Anderson        |

| Pos. | Speler               | Wedstrijden | Wedstrijden | Wedstrijden | Legs | Legs | Legs  | Legs    | Punten |
| ---- | -------------------- | ----------- | ----------- | ----------- | ---- | ---- | ----- | ------- | ------ |
| Pos. | Speler               | G           | W           | V           | LV   | LT   | Saldo | Gem.    | Punten |
| 1    | Daniel Larsson       | 3           | 3           | 0           | 15   | 4    | +11   | (87.58) | 6      |
| 2    | Dirk van Duijvenbode | 3           | 1           | 2           | 10   | 11   | -1    | (85.80) | 2      |
| 3    | Martin Schindler     | 3           | 1           | 2           | 6    | 10   | -4    | (85.58) | 2      |
| 4    | Kyle Anderson        | 3           | 1           | 2           | 7    | 13   | -6    | (76.74) | 2      |

### Groep 24 - 10 mei
| Speler             | Gem.    | Score | Gem.    | Speler             |
| ------------------ | ------- | ----- | ------- | ------------------ |
| Krzysztof Ratajski | (91.75) | 5 – 3 | (90.20) | Toni Alcinas       |
| Jamie Hughes       | (87.91) | 5 – 2 | (81.87) | Darius Labanauskas |
| Toni Alcinas       | (91.16) | 0 – 5 | (96.35) | Darius Labanauskas |
| Krzysztof Ratajski | (90.79) | 2 – 5 | (96.58) | Jamie Hughes       |
| Jamie Hughes       | (91.17) | 5 – 4 | (87.81) | Toni Alcinas       |
| Darius Labanauskas | (85.40) | 3 – 5 | (85.82) | Krzysztof Ratajski |

| Pos. | Speler             | Wedstrijden | Wedstrijden | Wedstrijden | Legs | Legs | Legs  | Legs    | Punten |
| ---- | ------------------ | ----------- | ----------- | ----------- | ---- | ---- | ----- | ------- | ------ |
| Pos. | Speler             | G           | W           | V           | LV   | LT   | Saldo | Gem.    | Punten |
| 1    | Jamie Hughes       | 3           | 3           | 0           | 15   | 8    | +7    | (91.65) | 6      |
| 2    | Krzysztof Ratajski | 3           | 2           | 1           | 12   | 11   | +1    | (89.24) | 4      |
| 3    | Darius Labanauskas | 3           | 1           | 2           | 10   | 10   | 0     | (86.79) | 2      |
| 4    | Toni Alcinas       | 3           | 0           | 3           | 7    | 15   | -8    | (89.43) | 0      |

### Groep 25 - 11 mei
| Speler          | Gem.     | Score | Gem.     | Speler          |
| --------------- | -------- | ----- | -------- | --------------- |
| Keegan Brown    | (89.10)  | 5 – 4 | (92.44)  | Reece Robinson  |
| José de Sousa   | (110.51) | 5 – 0 | (77.41)  | Robert Thornton |
| Reece Robinson  | (110.80) | 5 – 2 | (104.69) | Robert Thornton |
| Keegan Brown    | (84.88)  | 0 – 5 | (97.60)  | José de Sousa   |
| José de Sousa   | (106.79) | 5 – 1 | (92.67)  | Reece Robinson  |
| Robert Thornton | (82.88)  | 2 – 5 | (98.05)  | Keegan Brown    |

| Pos. | Speler          | Wedstrijden | Wedstrijden | Wedstrijden | Legs | Legs | Legs  | Legs     | Punten |
| ---- | --------------- | ----------- | ----------- | ----------- | ---- | ---- | ----- | -------- | ------ |
| Pos. | Speler          | G           | W           | V           | LV   | LT   | Saldo | Gem.     | Punten |
| 1    | José de Sousa   | 3           | 3           | 0           | 15   | 1    | +14   | (104.80) | 6      |
| 2    | Keegan Brown    | 3           | 2           | 1           | 10   | 11   | -1    | (91.04)  | 4      |
| 3    | Reece Robinson  | 3           | 1           | 2           | 10   | 12   | -2    | (97.88)  | 2      |
| 4    | Robert Thornton | 3           | 0           | 3           | 4    | 15   | -11   | (88.84)  | 0      |

Vanaf Groep 26 krijgen de nummers 2 uit hun groep een herkansing.

### Groep 26 - 12 mei
| Speler          | Gem.    | Score | Gem.     | Speler          |
| --------------- | ------- | ----- | -------- | --------------- |
| Conan Whitehead | (82.89) | 0 – 5 | (91.65)  | Steve Brown     |
| Mike De Decker  | (97.33) | 3 – 5 | (102.00) | Martin Atkins   |
| Steve Brown     | (93.78) | 5 – 2 | (94.60)  | Martin Atkins   |
| Conan Whitehead | (77.00) | 1 – 5 | (87.09)  | Mike De Decker  |
| Mike De Decker  | (93.84) | 5 – 2 | (84.42)  | Steve Brown     |
| Martin Atkins   | (90.79) | 5 – 4 | (85.91)  | Conan Whitehead |

| Pos. | Speler          | Wedstrijden | Wedstrijden | Wedstrijden | Legs | Legs | Legs  | Legs    | Punten |
| ---- | --------------- | ----------- | ----------- | ----------- | ---- | ---- | ----- | ------- | ------ |
| Pos. | Speler          | G           | W           | V           | LV   | LT   | Saldo | Gem.    | Punten |
| 1    | Mike De Decker  | 3           | 2           | 1           | 13   | 8    | +5    | (92.75) | 4      |
| 2    | Steve Brown     | 3           | 2           | 1           | 12   | 7    | +5    | (89.95) | 4      |
| 3    | Martin Atkins   | 3           | 2           | 1           | 12   | 12   | 0     | (95.80) | 2      |
| 4    | Conan Whitehead | 3           | 0           | 3           | 5    | 15   | -10   | (81.93) | 0      |

### Groep 27 - 13 mei
| Speler         | Gem.    | Score | Gem.    | Speler         |
| -------------- | ------- | ----- | ------- | -------------- |
| Steve Beaton   | (92.50) | 3 – 5 | (97.41) | Scott Waites   |
| Ross Smith     | (99.71) | 5 – 1 | (89.23) | Ron Meulenkamp |
| Scott Waites   | (90.54) | 5 – 0 | (93.28) | Ron Meulenkamp |
| Steve Beaton   | (86.67) | 4 – 5 | (91.98) | Ross Smith     |
| Ross Smith     | (98.97) | 2 – 5 | (98.61) | Scott Waites   |
| Ron Meulenkamp | (91.08) | 5 – 4 | (92.18) | Steve Beaton   |

| Pos. | Speler         | Wedstrijden | Wedstrijden | Wedstrijden | Legs | Legs | Legs  | Legs    | Punten |
| ---- | -------------- | ----------- | ----------- | ----------- | ---- | ---- | ----- | ------- | ------ |
| Pos. | Speler         | G           | W           | V           | LV   | LT   | Saldo | Gem.    | Punten |
| 1    | Scott Waites   | 3           | 3           | 0           | 15   | 5    | +10   | (95.83) | 6      |
| 2    | Ross Smith     | 3           | 2           | 1           | 12   | 10   | +2    | (96.15) | 4      |
| 3    | Ron Meulenkamp | 3           | 1           | 2           | 6    | 14   | -8    | (91.10) | 2      |
| 4    | Steve Beaton   | 3           | 0           | 3           | 11   | 15   | -4    | (90.17) | 0      |

### Groep 28 - 14 mei
| Speler              | Gem.     | Score | Gem.     | Speler              |
| ------------------- | -------- | ----- | -------- | ------------------- |
| Michael Smith       | (97.60)  | 5 – 0 | (93.44)  | Mike van Duivenbode |
| Luke Humphries      | (100.88) | 5 – 4 | (98.02)  | Andy Boulton        |
| Mike van Duivenbode | (97.14)  | 4 – 5 | (103.49) | Andy Boulton        |
| Michael Smith       | (97.09)  | 2 – 5 | (108.55) | Luke Humphries      |
| Luke Humphries      | (97.85)  | 5 – 3 | (98.25)  | Mike van Duivenbode |
| Andy Boulton        | (88.98)  | 2 – 5 | (88.46)  | Michael Smith       |

| Pos. | Speler              | Wedstrijden | Wedstrijden | Wedstrijden | Legs | Legs | Legs  | Legs     | Punten |
| ---- | ------------------- | ----------- | ----------- | ----------- | ---- | ---- | ----- | -------- | ------ |
| Pos. | Speler              | G           | W           | V           | LV   | LT   | Saldo | Gem.     | Punten |
| 1    | Luke Humphries      | 3           | 3           | 0           | 15   | 9    | +6    | (102.43) | 6      |
| 2    | Michael Smith       | 3           | 2           | 1           | 12   | 7    | +5    | (94.38)  | 4      |
| 3    | Andy Boulton        | 3           | 1           | 2           | 11   | 14   | -3    | (96.83)  | 2      |
| 4    | Mike van Duivenbode | 3           | 0           | 3           | 7    | 15   | -8    | (96.28)  | 0      |

### Groep 29 - 15 mei
| Speler         | Gem.     | Score | Gem.     | Speler         |
| -------------- | -------- | ----- | -------- | -------------- |
| Danny Noppert  | (90.76)  | 5 – 2 | (85.08)  | Ryan Meikle    |
| John Henderson | (93.95)  | 4 – 5 | (91.20)  | Cristo Reyes   |
| Ryan Meikle    | (82.50)  | 4 – 5 | (95.24)  | Cristo Reyes   |
| Danny Noppert  | (96.97)  | 4 – 5 | (101.58) | John Henderson |
| John Henderson | (104.38) | 5 – 0 | (99.86)  | Ryan Meikle    |
| Cristo Reyes   | (99.41)  | 5 – 2 | (91.83)  | Danny Noppert  |

| Pos. | Speler         | Wedstrijden | Wedstrijden | Wedstrijden | Legs | Legs | Legs  | Legs    | Punten |
| ---- | -------------- | ----------- | ----------- | ----------- | ---- | ---- | ----- | ------- | ------ |
| Pos. | Speler         | G           | W           | V           | LV   | LT   | Saldo | Gem.    | Punten |
| 1    | Cristo Reyes   | 3           | 3           | 0           | 15   | 10   | +5    | (94.96) | 6      |
| 2    | John Henderson | 3           | 2           | 1           | 14   | 9    | +5    | (99.08) | 4      |
| 3    | Danny Noppert  | 3           | 1           | 2           | 11   | 12   | -1    | (93.39) | 2      |
| 4    | Ryan Meikle    | 3           | 0           | 3           | 6    | 15   | -9    | (87.05) | 0      |

### Groep 30 - 16 mei
| Speler                | Gem.    | Score | Gem.    | Speler                |
| --------------------- | ------- | ----- | ------- | --------------------- |
| Gary Anderson         | (89.69) | 5 – 1 | (91.03) | Dirk van Duijvenbode  |
| Dimitri Van den Bergh | (88.16) | 2 – 5 | (96.70) | Kim Huybrechts        |
| Dirk van Duijvenbode  | (92.14) | 3 – 5 | (90.10) | Kim Huybrechts        |
| Gary Anderson         | (92.66) | 5 – 1 | (83.72) | Dimitri Van den Bergh |
| Dimitri Van den Bergh | (97.60) | 5 – 0 | (86.58) | Dirk van Duijvenbode  |
| Kim Huybrechts        | (87.23) | 2 – 5 | (92.92) | Gary Anderson         |

| Pos. | Speler                | Wedstrijden | Wedstrijden | Wedstrijden | Legs | Legs | Legs  | Legs    | Punten |
| ---- | --------------------- | ----------- | ----------- | ----------- | ---- | ---- | ----- | ------- | ------ |
| Pos. | Speler                | G           | W           | V           | LV   | LT   | Saldo | Gem.    | Punten |
| 1    | Gary Anderson         | 3           | 3           | 0           | 15   | 4    | +11   | (91.81) | 6      |
| 2    | Kim Huybrechts        | 3           | 2           | 1           | 12   | 10   | +2    | (91.28) | 4      |
| 3    | Dimitri Van den Bergh | 3           | 1           | 2           | 8    | 10   | -2    | (89.24) | 2      |
| 4    | Dirk van Duijvenbode  | 3           | 0           | 3           | 4    | 15   | -11   | (90.41) | 0      |

### Groep 31 - 17 mei
| Speler         | Gem.     | Score | Gem.     | Speler         |
| -------------- | -------- | ----- | -------- | -------------- |
| Gerwyn Price   | (97.40)  | 5 – 3 | (84.57)  | Bradley Brooks |
| Joe Cullen     | (106.17) | 5 – 2 | (96.65)  | Keegan Brown   |
| Bradley Brooks | (84.75)  | 1 – 5 | (101.31) | Keegan Brown   |
| Gerwyn Price   | (103.28) | 3 – 5 | (107.64) | Joe Cullen     |
| Joe Cullen     | (105.85) | 5 – 0 | (81.09)  | Bradley Brooks |
| Keegan Brown   | (92.91)  | 5 – 4 | (86.31)  | Gerwyn Price   |

| Pos. | Speler         | Wedstrijden | Wedstrijden | Wedstrijden | Legs | Legs | Legs  | Legs     | Punten |
| ---- | -------------- | ----------- | ----------- | ----------- | ---- | ---- | ----- | -------- | ------ |
| Pos. | Speler         | G           | W           | V           | LV   | LT   | Saldo | Gem.     | Punten |
| 1    | Joe Cullen     | 3           | 3           | 0           | 15   | 5    | +10   | (106.65) | 6      |
| 2    | Keegan Brown   | 3           | 2           | 1           | 12   | 10   | +2    | (96.27)  | 4      |
| 3    | Gerwyn Price   | 3           | 1           | 2           | 12   | 13   | -1    | (94.76)  | 2      |
| 4    | Bradley Brooks | 3           | 0           | 3           | 4    | 15   | -11   | (83.78)  | 0      |

### Groep 32 - 18 mei
| Speler             | Gem.     | Score | Gem.    | Speler             |
| ------------------ | -------- | ----- | ------- | ------------------ |
| Peter Wright       | (101.27) | 5 – 2 | (88.70) | Adam Hunt          |
| Krzysztof Ratajski | (95.13)  | 5 – 0 | (89.42) | Justin Pipe        |
| Adam Hunt          | (95.36)  | 5 – 3 | (94.97) | Justin Pipe        |
| Peter Wright       | (97.22)  | 5 – 4 | (98.98) | Krzysztof Ratajski |
| Krzysztof Ratajski | (97.19)  | 4 – 5 | (95.04) | Adam Hunt          |
| Justin Pipe        | (91.09)  | 5 – 4 | (90.81) | Peter Wright       |

| Pos. | Speler             | Wedstrijden | Wedstrijden | Wedstrijden | Legs | Legs | Legs  | Legs    | Punten |
| ---- | ------------------ | ----------- | ----------- | ----------- | ---- | ---- | ----- | ------- | ------ |
| Pos. | Speler             | G           | W           | V           | LV   | LT   | Saldo | Gem.    | Punten |
| 1    | Peter Wright       | 3           | 2           | 1           | 14   | 11   | +3    | (96.07) | 4      |
| 2    | Adam Hunt          | 3           | 2           | 1           | 12   | 12   | 0     | (93.37) | 4      |
| 3    | Krzysztof Ratajski | 3           | 1           | 2           | 13   | 10   | +3    | (97.35) | 2      |
| 4    | Justin Pipe        | 3           | 1           | 2           | 8    | 14   | -6    | (92.10) | 2      |

## Low6 Home Tour Play-Offs

### Play-Off Groepen
Geplaatste spelers
| - Jamie Lewis - Luke Woodhouse - Dave Chisnall - Geert Nentjes - Nick Kenny - Ryan Searle - Jelle Klaasen - Jonny Clayton | - Martijn Kleermaker - Nathan Aspinall - Alan Tabern - Max Hopp - Carl Wilkinson - Chris Dobey - Darren Webster - Jeff Smith | - Damon Heta - Stephen Bunting - Glen Durrant - Ryan Murray - Rob Cross - Jesús Noguera - Daniel Larsson - Jamie Hughes | - José de Sousa - Mike De Decker - Scott Waites - Luke Humphries - Cristo Reyes - Gary Anderson - Joe Cullen - Peter Wright |

De spelers worden geplaatst in 4 potten in volgorde van hun PDC Order of Merit-ranking.
Voor elke van de acht groepen wordt één speler geloot uit elke pot.
| Pot A | Pot B | Pot C | Pot D |
| --- | --- | --- | --- |
| Peter Wright (2) Rob Cross (4) Nathan Aspinall (7) Gary Anderson (9) Dave Chisnall (11) Jonny Clayton (15) Joe Cullen (16) Stephen Bunting (17) | Glen Durrant (19) Chris Dobey (20) Max Hopp (24) Darren Webster (27) Luke Humphries (34) Jamie Hughes (41) Ryan Searle (42) Cristo Reyes (46) | Jelle Klaasen (48) Luke Woodhouse (57) José de Sousa (59) Jamie Lewis (60) Geert Nentjes (71) Carl Wilkinson (89) Jeff Smith (92) Alan Tabern (97) | Mike De Decker (100) Martijn Kleermaker (101) Scott Waites (102) Damon Heta (106) Nick Kenny (109) Jesús Noguera (127) Daniel Larsson (130) Ryan Murray (135) |

#### Groep 1 - 26 mei
| Speler        | Gem.    | Score | Gem.    | Speler        |
| ------------- | ------- | ----- | ------- | ------------- |
| Peter Wright  | (88.21) | 6 – 2 | (87.72) | Ryan Murray   |
| Cristo Reyes  | (92.96) | 6 – 5 | (91.28) | Jelle Klaasen |
| Ryan Murray   | (76.34) | 4 – 6 | (81.99) | Jelle Klaasen |
| Peter Wright  | (83.06) | 6 – 5 | (89.35) | Cristo Reyes  |
| Cristo Reyes  | (92.18) | 6 – 3 | (81.90) | Ryan Murray   |
| Jelle Klaasen | (90.39) | 6 – 1 | (80.71) | Peter Wright  |

| Pos. | Speler             | Wedstrijden | Wedstrijden | Wedstrijden | Legs | Legs | Legs  | Legs    | Punten |
| ---- | ------------------ | ----------- | ----------- | ----------- | ---- | ---- | ----- | ------- | ------ |
| Pos. | Speler             | G           | W           | V           | LV   | LT   | Saldo | Gem.    | Punten |
| 1    | Jelle Klaasen (48) | 3           | 2           | 1           | 17   | 11   | +6    | (87.48) | 4      |
| 2    | Cristo Reyes (46)  | 3           | 2           | 1           | 17   | 14   | +3    | (91.45) | 4      |
| 3    | Peter Wright (2)   | 3           | 2           | 1           | 13   | 13   | 0     | (84.06) | 4      |
| 4    | Ryan Murray (135)  | 3           | 0           | 3           | 9    | 18   | -9    | (81.42) | 0      |

#### Groep 2 - 27 mei
| Speler          | Gem.     | Score | Gem.    | Speler          |
| --------------- | -------- | ----- | ------- | --------------- |
| Stephen Bunting | (101.28) | 6 – 5 | (90.48) | Mike De Decker  |
| Glen Durrant    | (104.20) | 6 – 3 | (97.88) | Alan Tabern     |
| Mike De Decker  | (98.48)  | 6 – 5 | (95.80) | Alan Tabern     |
| Stephen Bunting | (101.05) | 6 – 3 | (98.46) | Glen Durrant    |
| Glen Durrant    | (93.38)  | 4 – 6 | (92.90) | Mike De Decker  |
| Alan Tabern     | (94.30)  | 6 – 2 | (89.00) | Stephen Bunting |

| Pos. | Speler               | Wedstrijden | Wedstrijden | Wedstrijden | Legs | Legs | Legs  | Legs    | Punten |
| ---- | -------------------- | ----------- | ----------- | ----------- | ---- | ---- | ----- | ------- | ------ |
| Pos. | Speler               | G           | W           | V           | LV   | LT   | Saldo | Gem.    | Punten |
| 1    | Mike De Decker (100) | 3           | 2           | 1           | 17   | 15   | +2    | (93.91) | 4      |
| 2    | Stephen Bunting (17) | 3           | 2           | 1           | 14   | 14   | 0     | (97.50) | 4      |
| 3    | Alan Tabern (97)     | 3           | 1           | 2           | 14   | 14   | 0     | (95.95) | 2      |
| 4    | Glen Durrant (19)    | 3           | 1           | 2           | 13   | 15   | -2    | (98.33) | 2      |

#### Groep 3 - 28 mei
| Speler         | Gem.     | Score | Gem.     | Speler         |
| -------------- | -------- | ----- | -------- | -------------- |
| Gary Anderson  | (87.26)  | 6 – 2 | (83.34)  | Nick Kenny     |
| Luke Humphries | (100.73) | 6 – 2 | (93.13)  | Jamie Lewis    |
| Nick Kenny     | (87.32)  | 4 – 6 | (91.41)  | Jamie Lewis    |
| Gary Anderson  | (110.12) | 6 – 1 | (101.97) | Luke Humphries |
| Luke Humphries | (94.60)  | 6 – 1 | (91.84)  | Nick Kenny     |
| Jamie Lewis    | (86.16)  | 3 – 6 | (98.65)  | Gary Anderson  |

| Pos. | Speler              | Wedstrijden | Wedstrijden | Wedstrijden | Legs | Legs | Legs  | Legs    | Punten |
| ---- | ------------------- | ----------- | ----------- | ----------- | ---- | ---- | ----- | ------- | ------ |
| Pos. | Speler              | G           | W           | V           | LV   | LT   | Saldo | Gem.    | Punten |
| 1    | Gary Anderson (9)   | 3           | 3           | 0           | 18   | 6    | +12   | (97.40) | 6      |
| 2    | Luke Humphries (34) | 3           | 2           | 1           | 13   | 9    | +4    | (99.05) | 4      |
| 3    | Jamie Lewis (60)    | 3           | 1           | 2           | 11   | 16   | -5    | (90.11) | 2      |
| 4    | Nick Kenny (109)    | 3           | 0           | 3           | 7    | 18   | -11   | (87.11) | 0      |

#### Groep 4 - 29 mei
| Speler         | Gem.    | Score | Gem.    | Speler         |
| -------------- | ------- | ----- | ------- | -------------- |
| Dave Chisnall  | (94.76) | 5 – 6 | (94.52) | Damon Heta     |
| Darren Webster | (93.38) | 5 – 6 | (89.77) | Geert Nentjes  |
| Damon Heta     | (94.53) | 5 – 6 | (85.34) | Geert Nentjes  |
| Dave Chisnall  | (94.99) | 6 – 2 | (94.99) | Darren Webster |
| Darren Webster | (90.41) | 6 – 2 | (79.79) | Damon Heta     |
| Geert Nentjes  | (88.75) | 3 – 6 | (92.64) | Dave Chisnall  |

| Pos. | Speler              | Wedstrijden | Wedstrijden | Wedstrijden | Legs | Legs | Legs  | Legs    | Punten |
| ---- | ------------------- | ----------- | ----------- | ----------- | ---- | ---- | ----- | ------- | ------ |
| Pos. | Speler              | G           | W           | V           | LV   | LT   | Saldo | Gem.    | Punten |
| 1    | Dave Chisnall (11)  | 3           | 2           | 1           | 17   | 11   | +6    | (94.16) | 4      |
| 2    | Geert Nentjes (71)  | 3           | 2           | 1           | 15   | 16   | -1    | (87.89) | 4      |
| 3    | Darren Webster (27) | 3           | 1           | 2           | 13   | 14   | -1    | (92.90) | 2      |
| 4    | Damon Heta (106)    | 3           | 1           | 2           | 13   | 17   | -4    | (90.44) | 2      |

#### Groep 5 - 30 mei
| Speler         | Gem.    | Score | Gem.    | Speler         |
| -------------- | ------- | ----- | ------- | -------------- |
| Rob Cross      | (91.49) | 6 – 3 | (92.26) | Daniel Larsson |
| Ryan Searle    | (98.79) | 6 – 4 | (88.93) | Luke Woodhouse |
| Daniel Larsson | (85.18) | 6 – 5 | (84.73) | Luke Woodhouse |
| Rob Cross      | (93.84) | 6 – 4 | (88.79) | Ryan Searle    |
| Ryan Searle    | (88.86) | 6 – 4 | (86.30) | Daniel Larsson |
| Luke Woodhouse | (81.30) | 6 – 5 | (70.26) | Rob Cross      |

| Pos. | Speler               | Wedstrijden | Wedstrijden | Wedstrijden | Legs | Legs | Legs  | Legs    | Punten |
| ---- | -------------------- | ----------- | ----------- | ----------- | ---- | ---- | ----- | ------- | ------ |
| Pos. | Speler               | G           | W           | V           | LV   | LT   | Saldo | Gem.    | Punten |
| 1    | Rob Cross (4)        | 3           | 2           | 1           | 17   | 13   | +4    | (83.17) | 4      |
| 2    | Ryan Searle (42)     | 3           | 2           | 1           | 16   | 14   | +2    | (91.97) | 4      |
| 3    | Luke Woodhouse (57)  | 3           | 1           | 2           | 15   | 17   | -2    | (84.55) | 2      |
| 4    | Daniel Larsson (130) | 3           | 1           | 2           | 13   | 17   | -4    | (87.48) | 2      |

#### Groep 6 - 31 mei
| Speler             | Gem.    | Score | Gem.     | Speler             |
| ------------------ | ------- | ----- | -------- | ------------------ |
| Joe Cullen         | (95.27) | 6 – 3 | (93.09)  | Martijn Kleermaker |
| Chris Dobey        | (94.46) | 1 – 6 | (100.09) | Jeff Smith         |
| Martijn Kleermaker | (89.69) | 5 – 6 | (97.24)  | Jeff Smith         |
| Joe Cullen         | (96.85) | 6 – 5 | (93.50)  | Chris Dobey        |
| Chris Dobey        | (97.44) | 6 – 3 | (93.77)  | Martijn Kleermaker |
| Jeff Smith         | (94.51) | 4 – 6 | (92.36)  | Joe Cullen         |

| Pos. | Speler                   | Wedstrijden | Wedstrijden | Wedstrijden | Legs | Legs | Legs  | Legs    | Punten |
| ---- | ------------------------ | ----------- | ----------- | ----------- | ---- | ---- | ----- | ------- | ------ |
| Pos. | Speler                   | G           | W           | V           | LV   | LT   | Saldo | Gem.    | Punten |
| 1    | Joe Cullen (16)          | 3           | 3           | 0           | 18   | 12   | +6    | (94.87) | 6      |
| 2    | Jeff Smith (92)          | 3           | 2           | 1           | 16   | 12   | +4    | (96.97) | 4      |
| 3    | Chris Dobey (20)         | 3           | 1           | 2           | 12   | 15   | -3    | (95.10) | 2      |
| 4    | Martijn Kleermaker (101) | 3           | 0           | 3           | 11   | 18   | -7    | (92.00) | 0      |

#### Groep 7 - 1 juni
| Speler          | Gem.    | Score | Gem.     | Speler          |
| --------------- | ------- | ----- | -------- | --------------- |
| Nathan Aspinall | (91.24) | 6 – 4 | (94.63)  | Jesús Noguera   |
| Jamie Hughes    | (92.76) | 1 – 6 | (103.45) | José de Sousa   |
| Jesús Noguera   | (85.17) | 4 – 6 | (95.80)  | José de Sousa   |
| Nathan Aspinall | (86.64) | 6 – 2 | (84.81)  | Jamie Hughes    |
| Jamie Hughes    | (91.04) | 6 – 4 | (92.40)  | Jesús Noguera   |
| José de Sousa   | (90.66) | 4 – 6 | (89.69)  | Nathan Aspinall |

| Pos. | Speler              | Wedstrijden | Wedstrijden | Wedstrijden | Legs | Legs | Legs  | Legs    | Punten |
| ---- | ------------------- | ----------- | ----------- | ----------- | ---- | ---- | ----- | ------- | ------ |
| Pos. | Speler              | G           | W           | V           | LV   | LT   | Saldo | Gem.    | Punten |
| 1    | Nathan Aspinall (7) | 3           | 3           | 0           | 18   | 10   | +8    | (89.26) | 6      |
| 2    | José de Sousa (59)  | 3           | 2           | 1           | 16   | 11   | +5    | (95.72) | 4      |
| 3    | Jamie Hughes (41)   | 3           | 1           | 2           | 9    | 16   | -7    | (89.32) | 2      |
| 4    | Jesús Noguera (127) | 3           | 0           | 3           | 12   | 18   | -6    | (90.71) | 0      |

#### Groep 8 - 2 juni
| Speler         | Gem.     | Score | Gem.    | Speler         |
| -------------- | -------- | ----- | ------- | -------------- |
| Jonny Clayton  | (103.86) | 6 – 3 | (99.55) | Scott Waites   |
| Max Hopp       | (83.90)  | 6 – 3 | (84.81) | Carl Wilkinson |
| Scott Waites   | (86.71)  | 6 – 0 | (73.41) | Carl Wilkinson |
| Jonny Clayton  | (101.95) | 6 – 3 | (93.78) | Max Hopp       |
| Max Hopp       | (81.72)  | 1 – 6 | (89.00) | Scott Waites   |
| Carl Wilkinson | (79.91)  | 2 – 6 | (91.91) | Jonny Clayton  |

| Pos. | Speler              | Wedstrijden | Wedstrijden | Wedstrijden | Legs | Legs | Legs  | Legs    | Punten |
| ---- | ------------------- | ----------- | ----------- | ----------- | ---- | ---- | ----- | ------- | ------ |
| Pos. | Speler              | G           | W           | V           | LV   | LT   | Saldo | Gem.    | Punten |
| 1    | Jonny Clayton (15)  | 3           | 3           | 0           | 18   | 8    | +10   | (99.24) | 6      |
| 2    | Scott Waites (102)  | 3           | 2           | 1           | 15   | 7    | +8    | (91.75) | 4      |
| 3    | Max Hopp (24)       | 3           | 1           | 2           | 10   | 15   | -5    | (86.47) | 2      |
| 4    | Carl Wilkinson (89) | 3           | 0           | 3           | 5    | 18   | -13   | (79.38) | 0      |

### Halvefinales

#### Groep A - 3 juni
| Speler         | Gem.    | Score | Gem.    | Speler         |
| -------------- | ------- | ----- | ------- | -------------- |
| Gary Anderson  | (93.43) | 6 – 5 | (92.91) | Mike De Decker |
| Dave Chisnall  | (86.40) | 2 – 6 | (86.47) | Jelle Klaasen  |
| Mike De Decker | (80.05) | 3 – 6 | (88.48) | Jelle Klaasen  |
| Gary Anderson  | (98.14) | 6 – 3 | (89.31) | Dave Chisnall  |
| Dave Chisnall  | (93.29) | 6 – 5 | (87.84) | Mike De Decker |
| Jelle Klaasen  | (87.71) | 2 – 6 | (92.76) | Gary Anderson  |

| Pos. | Speler         | Wedstrijden | Wedstrijden | Wedstrijden | Legs | Legs | Legs  | Legs    | Punten |
| ---- | -------------- | ----------- | ----------- | ----------- | ---- | ---- | ----- | ------- | ------ |
| Pos. | Speler         | G           | W           | V           | LV   | LT   | Saldo | Gem.    | Punten |
| 1    | Gary Anderson  | 3           | 3           | 0           | 18   | 10   | +8    | (94.78) | 6      |
| 2    | Jelle Klaasen  | 3           | 2           | 1           | 14   | 11   | +3    | (87.55) | 4      |
| 3    | Dave Chisnall  | 3           | 1           | 2           | 11   | 17   | -6    | (89.93) | 2      |
| 4    | Mike De Decker | 3           | 0           | 3           | 13   | 18   | -5    | (86.93) | 0      |

#### Groep B - 4 juni
| Speler          | Gem.     | Score | Gem.     | Speler          |
| --------------- | -------- | ----- | -------- | --------------- |
| Rob Cross       | (91.55)  | 4 – 6 | (99.33)  | Joe Cullen      |
| Nathan Aspinall | (106.70) | 6 – 5 | (100.24) | Jonny Clayton   |
| Joe Cullen      | (89.68)  | 5 – 6 | (90.50)  | Jonny Clayton   |
| Rob Cross       | (107.53) | 6 – 5 | (104.82) | Nathan Aspinall |
| Nathan Aspinall | (97.30)  | 6 – 5 | (92.54)  | Joe Cullen      |
| Jonny Clayton   | (97.01)  | 6 – 1 | (92.75)  | Rob Cross       |

| Pos. | Speler          | Wedstrijden | Wedstrijden | Wedstrijden | Legs | Legs | Legs  | Legs     | Punten |
| ---- | --------------- | ----------- | ----------- | ----------- | ---- | ---- | ----- | -------- | ------ |
| Pos. | Speler          | G           | W           | V           | LV   | LT   | Saldo | Gem.     | Punten |
| 1    | Jonny Clayton   | 3           | 2           | 1           | 17   | 12   | +5    | (95.92)  | 4      |
| 2    | Nathan Aspinall | 3           | 2           | 1           | 17   | 16   | +1    | (102.94) | 4      |
| 3    | Joe Cullen      | 3           | 1           | 2           | 16   | 16   | 0     | (93.85)  | 2      |
| 4    | Rob Cross       | 3           | 1           | 2           | 11   | 17   | -6    | (97.28)  | 2      |

### Finale

#### Championship Groep - 5 juni
| Speler          | Gem.     | Score | Gem.     | Speler          |
| --------------- | -------- | ----- | -------- | --------------- |
| Nathan Aspinall | (97.04)  | 6 – 3 | (83.66)  | Jelle Klaasen   |
| Gary Anderson   | (109.19) | 6 – 2 | (96.91)  | Jonny Clayton   |
| Jelle Klaasen   | (88.68)  | 2 – 6 | (96.73)  | Jonny Clayton   |
| Nathan Aspinall | (106.37) | 6 – 5 | (101.15) | Gary Anderson   |
| Gary Anderson   | (95.98)  | 6 – 3 | (87.29)  | Jelle Klaasen   |
| Jonny Clayton   | (99.15)  | 4 – 6 | (92.61)  | Nathan Aspinall |

| Pos. | Speler          | Wedstrijden | Wedstrijden | Wedstrijden | Legs | Legs | Legs  | Legs     | Punten |
| ---- | --------------- | ----------- | ----------- | ----------- | ---- | ---- | ----- | -------- | ------ |
| Pos. | Speler          | G           | W           | V           | LV   | LT   | Saldo | Gem.     | Punten |
| 1    | Nathan Aspinall | 3           | 3           | 0           | 18   | 12   | +6    | (98.67)  | 6      |
| 2    | Gary Anderson   | 3           | 2           | 1           | 17   | 11   | +6    | (101.51) | 4      |
| 3    | Jonny Clayton   | 3           | 1           | 2           | 12   | 14   | -2    | (97.71)  | 2      |
| 4    | Jelle Klaasen   | 3           | 0           | 3           | 8    | 18   | -10   | (86.47)  | 0      |

Nathan Aspinall werd gekroond tot de eerste kampioen van de PDC Home Tour ooit door de Low6 Championship Group te winnen.
PDC Home Tour 2020 · PDC Home Tour II 2020 · PDC Home Tour III 2020